# Bán nguyệt san Tuổi Hoa
Bán nguyệt san Tuổi Hoa (mã xuất bản: 47 UBKD) là một tạp chí dành cho lứa tuổi thanh thiếu niên, phát hành tại Sài Gòn các giai đoạn 1962 - 1975 và 1986 - 2000.

## Lịch sử
Ban biên tập tòa soạn tạp chí Tuổi Hoa không cố định, ý tưởng thành lập do linh mục Stêphanô Chân Tín và mọi hoạt động ấn loát sau đó đều do sự yểm trợ của Trung tâm Mục vụ Dòng Chúa Cứu Thế (tọa lạc số 38 Kỳ Đồng, Phường 9, Quận 3, Sài Gòn thuộc Giáo phận Đức Mẹ Hằng Cứu Giúp).

### Niên biểu
Với nhan đề Nguyệt san Tuổi Hoa và tiêu đề ban sơ "Truyện nhi đồng tuổi hoa", tạp chí xuất bản số 1 vào tháng 6 năm 1962 và đều đặn mỗi tháng 1 kỳ. Kể từ số 36 tăng lên nửa tháng 1 kỳ kèm nhan đề mới cố định Bán nguyệt san Tuổi Hoa. Số cuối cùng (233) phát hành tháng 4 năm 1975 và tòa soạn cũng giải tán, Tủ sách Tuổi Hoa được bàn giao Trung tâm Mục vụ Dòng Chúa Cứu Thế lưu trữ và duy trì. Mùa hè năm 2017, Tủ sách Tuổi Hoa được Nhà xuất bản Phương Đông và Phương Nam Book tái ấn hành.
Ngày 1 tháng 2 năm 1986 (tết nguyên đán Bính Dần), tạp chí được tái phát hành tại Bắc Mỹ dưới nhan đề Nguyệt san Tuổi Hoa do văn sĩ Quyên Di chủ xướng, còn gọi Tuổi Hoa hải ngoại để tránh lẫn Tuổi Hoa quốc nội tại Sài Gòn. Tạp chí lưu hành đến số 15 (tháng 10 năm 1989) thì ngưng.
Tháng 5 năm 1994 (tết nguyên đán Canh Thìn), Nguyệt san Tuổi Hoa tục bản và đến số 20 (tháng 2 năm 2000) thì ngưng hoàn toàn.
| Thứ tự | Niên hạn    | Tiêu đề                                    |
| ------ | ----------- | ------------------------------------------ |
| 1      | 1962 - 1965 | Truyện nhi-đồng tuổi-hoa                   |
| 2      | 1965 - 1971 | Tạp-chí giáo-dục giải-trí thanh-thiếu-niên |

### Nội dung

Một trang giới thiệu Tủ sách Tuổi Hoa.

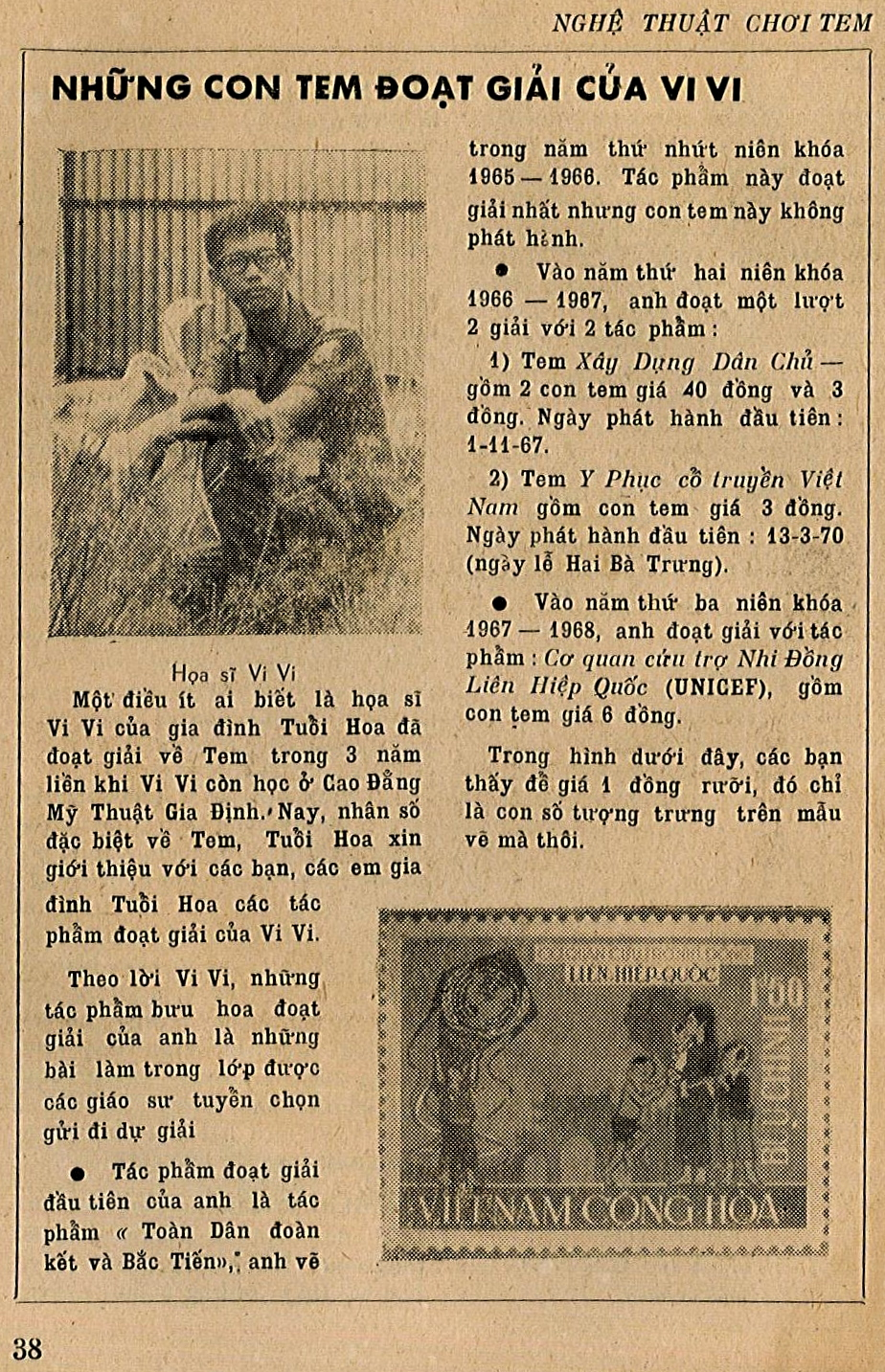
Bài báo Nghệ-thuật chơi tem - Những con tem đoạt giải của ViVi.

Tranh truyện Kỳ Anh - Điệp vụ dưới đáy bể của họa sĩ Đoàn Đức Tiên.

Trong những số phát hành thời Đệ nhất Cộng hòa, Nguyệt san Tuổi Hoa chủ yếu gồm những truyện ngắn, truyện vừa của tác giả Việt Nam hoặc truyện dịch, kèm vài mẩu tin vắn về hoạt động xã hội của thanh thiếu niên.
Thời Đệ nhị Cộng hòa, do chính sách tự do báo chí cùng tỉ lệ quan tâm rất lớn của độc giả nhỏ tuổi, Bán nguyệt san Tuổi Hoa chuyển hẳn sang công tác hướng đạo và giải trí thanh thiếu niên, bên cạnh việc mở mang khổ báo, chương mục, thêm màu, và còn kiến tạo nhiều sự kiện thực tế có chứng chỉ cho giới trẻ, đặc biệt các khu vực Gia Định, Biên Hòa, Vũng Tàu, Huế. Nhiều biên tập viên, cộng tác viên của tòa soạn là thành viên các tổ chức hướng đạo, thậm chí viết báo trong thời gian thi hành quân dịch, có nhiều bài được gửi thẳng từ chiến trường về đăng.
Từ năm 1969, tòa soạn lập thêm Tủ sách Tuổi Hoa nhằm khuyến khích sức đọc trong giới trẻ. Từ năm 1971 lại xuất hiện dòng Tranh truyện Tuổi Hoa gồm nhiều tay vẽ trẻ với phong cách rất đa dạng, cá biệt có trường hợp đang khoác áo lính.
| Thứ tự | Chuyên mục            |
| ------ | --------------------- |
| 1      | Truyện ngắn Tuổi Hoa  |
| 2      | Vui cười              |
| 3      | Vườn thơ Tuổi Hoa     |
| 4      | Tranh truyện Tuổi Hoa |
| 2      | Đố vui                |
| 5      | Bạn đọc và Tuổi Hoa   |
| 6      | Dzíc dzắc             |
| 7      | Đồng cỏ non           |
| 8      | Truyện dài Tuổi Hoa   |
| 9      | Ô chữ                 |
| 10     | Tin tức Tuổi Hoa      |
| 11     | Hộp thư Tuổi Hoa      |
| 12     | Khéo tay làm lấy      |
| 13     | Tranh tô màu          |

### Trích cú
Dưới đây là mấy văn bản đã in trên bán nguyệt san Tuổi Hoa.
| “                                                              | Tóm-lược kì trước: Hai anh-em Hoài-Việt Hoài-Anh nhận được điện của cha là giáo-sư Tôn lên Trung-tâm Nguyên-tử Suối-Vàng, dự-bị một cuộc du-hành bí-mật. Cùng đi với hai anh-em có chú Kim — một không-quân đại-úy, vừa là người nhà vừa là cộng-sự-viên của giáo-sư Tôn. Nguyên-tử-năng nhiều biện-pháp bảo-mật được thi-hành chu-đáo. Khi tới nơi Hoài-Việt Hoài-Anh và đại-úy Kim được giáo sư Tôn cùng nhà bác-học Phụng, giám đốc Trung-tâm, cho biết sẽ dùng một phi-thuyền không-gian lên thám-hiểm cung-trăng. Dự-định của các nhà bác-học Việt-nam này bị một bọn người bí-mật theo rõi, tìm cách đánh cắp tài-liệu. Anh-em Hoài-Việt và đại-úy Kim trong một cuộc đụng-độ bọn gián-điệp đã khám-phá ra ít-nhiều bí-mật. Ngày khởi-hành lên mặt trăng đã tới. Đoàn thám-hiểm có đạt được mục-phiêu hay không ? Các bạn đọc tiếp sẽ rõ ! | ” |
| — Phi-thuyền Nguyễn-trường-Tộ, truyện-dài của Nguyễn-huyền-Nga | |   |

| “                                    | Ngày 01-10-1965 vừa qua, anh R. Nguyễn đã hăng hái vào Quân-trường Thủ-Đức theo tiếng gọi của đất-nước, nhập học khóa 21 Sĩ-Quan Trừ-Bị. Gia-đình Tuổi-Hoa chân-thành cảm-ơn anh đã đem hết tâm-hồn và nghệ-thuật tô-điểm cho Tuổi-Hoa suốt ba năm qua. Gia-đình Tuổi-Hoa cầu-chúc Anh luôn an-mạnh, hăng-hái, để làm tròn sứ-mệnh của người trai nước Nam trong giai-đoạn hiện-tại. | ” |
| — Họa-sĩ R. Nguyễn tạm-biệt Tuổi-Hoa | |   |

## Chủ trương

### Ký giả
- Chủ nhiệm: Nguyễn Trường Sơn (Chân Tín), Nguyễn Hùng Trương
- Thư ký: Chân Hiệp, Hà Tĩnh
- Quản lý: Võ Văn Hữu
- Biên tập viên: Nguyễn Trung Huy, Nhị Linh, Đinh Thanh Nguyện, Đèn Biển, Quyên Di, Thục Đoan, Hoàng Đăng Cấp, Trinh Chí, Bích Thủy, Minh Quân, Kim Hài, La Ty, Trinh Chí, Trần Miên Trường (Đỗ Tư Long), Thái Bắc, Hoài Mỹ, Thụy Đỗ, Đỗ Thị Hoàng Liên, Thương Vũ Minh, Duy Nguyên, Nguyễn Thái Hải, Nguyễn Thùy An, Trần Thị Hậu, Nguyễn Thị Mỹ Thanh (Cam Li), Phan Khương Thái, Trang Vy, Uyên Thụy Phương, Đỗ Phương Khanh (Nhật Tiến), Võ Thị Dinh (Sunrise Dinh), Đinh Tiến Luyện, Anh Chi, Phạm Đức Huyến, Lê Xuân Nho, Hải Vân, Ái Thơ, Trương Hàn Trung, Tôn Nữ Thu Dung, Nguyễn Sỹ Nguyên
- Họa sĩ: Hướng Dương, Võ Hùng Kiệt (ViVi), Nguyễn Tài, Nguyễn Đình, Vịt Mò, Kiến Vàng, Đoàn Đức Tiên
- Cộng tác viên: Nguyễn Hiến Lê, Duyên Anh, Nguyễn Hùng Trương, Nguyễn Vỹ, Hồng Hạnh, Nguyễn Thị Hoàng, Nhật Lệ Giang, Nguyễn Thụy Long, Ngô Thị Bạch Tuyết, Phạm Duy...

### Câu lạc bộ
- Gia đình Tuổi Hoa
- Lớp hội họa Tuổi Hoa[5]

### Xuất phẩm
Bản quyền tập san Tuổi Hoa đã phát hành từ tháng 4 năm 1975 về trước được giáo phận bàn giao cho mục sư Chân Tín. Trước lúc tạ thế, mục sư trao lại cho văn sĩ Quyên Di.
- Tuần báo Thiếu Nhi
- Tuần báo Thằng Bờm
- Tạp chí Tuổi Ngọc
- Tủ sách Tuổi Hoa[6]: Hoa Đỏ (trinh thám - phiêu lưu mạo hiểm), Hoa Xanh (tình cảm gia đình bè bạn), Hoa Tím (tình cảm nam nữ trong sáng tuổi mới lớn)
- Tranh truyện Tuổi Hoa: Mỗi truyện chiếm từ nửa tới 4 trang báo, in mực đen, lam, hoặc tím.

## Văn hóa
- Giáo sư, nhà phê bình văn học Huỳnh Như Phương: "Là người đọc sách Tuổi Hoa từ khi còn đi học ở một vùng quê miền Trung, tôi có thể tự tin mà nói với các bạn rằng những cuốn sách này là một phần kỷ niệm thời niên thiếu của tôi, khiến bây giờ gặp lại lòng thấy hân hoan như gặp những người thân yêu thời thơ dại mà mình từng sẻ chia, tin cậy. Đời người như cây, trước khi cho quả là lúc kết nụ, nở hoa, tỏa hương khoe sắc. Muốn lưu giữ những kỷ niệm đẹp một thời không quay lại, bạn hãy làm quen với tủ sách này để có thể cảm nhận những bông hoa thời niên thiếu đang nở giữa lòng mình".
- Nhà báo Phạm Công Luận: "Lớp độc giả miền Nam yêu thích tủ sách này, nay đã bước sang tuổi 50-60 vẫn còn nhớ những cái nhan đề gợi cảm, mang đầy âm hưởng gây háo hức. Đó là: Mật lệnh U đỏ, Chiếc lá thuộc bài, Khúc Nam Ai, Thiên Hương, Lữ quán giết người..., và tên những tác giả Hoàng Đăng Cấp, Minh Quân, Bích Thủy, Kim Hài, Thùy An, Nguyễn Thái Hải... Khi tình cờ thấy lại được một cuốn sách cũ của tủ sách này, tất cả kỷ niệm đẹp đẽ như ùa về, cái thuở trong sáng đầy mơ ước hướng thiện".
- Nhà văn Nguyễn Thái Hải, tác giả Chiếc lá thuộc bài: "Sau 50 năm, dù đã có nhiều thay đổi trong cuộc sống, hầu hết những cuốn sách trong tủ sách Tuổi Hoa vẫn khẳng định được giá trị giải trí và giáo dục, ghi lại không gian, thời gian và cuộc sống của lứa tuổi học trò trước năm 1975 ở miền Nam".